# 江南西站
江南西站是广州地铁二號線的車站，位於中国广东省廣州市海珠區江南大道中江南西路口西北侧的地底，於2002年12月29日啟用。本站使用了橙色為車站的主色調。

## 車站結構

### 車站樓層
本站共有三層。地面為江南大道中、江南西路及附近建築；地下一層為站廳层；地下二層為設備層；地下三層為2號線站台層。车站設計時，为不影响江南大道中的交通，本站以暗挖方式建造站台，并分开兩個站廳。
| 地下一层 | 北站廳     | 售票機、客服中心、商店、警务室、安检设施 |  |  |
|          | 南站廳     | 售票機、客服中心、商店、安检设施         |  |  |
| 地下二层 | 設備區     | 車站設備                                 |  |  |
| 地下三层 | 2 站台     | █2号线 广州南站方向（下站：昌岗）        |  |  |
|          | 分离式站台 |                                          |  |  |
|          |            | 通道连接两侧站台                         |  |  |
|          | 分离式站台 |                                          |  |  |
|          | 1 站台     | █2号线 嘉禾望岗方向（下站：市二宫）      |  |  |

### 站厅
江南西站设有兩個站廳，分為位於車站南端的南站廳和車站北端的北站廳，兩個站廳在非付費區互不相通。为方便乘客進出，收费区位于各站廳的内侧，同时各站厅的收費區內設有两条扶手電梯及一条樓梯往返月台。另外由于车站設計的原因，本站没有设置连接站厅与站台的升降机，为弥补该不足，北站厅连接月台的楼梯处设有輪椅升降台，供使用轮椅的残障人士来往站厅与月台，使用时需向车站工作人员求助。
2017年上半年，運營方曾試行把本站南北兩個站廳分別命名為A區和B區，並標示在車站出口指示上。但因容易與出口編號混淆，相关标识已在一年后被撤換。
另外，江南西站的7-11便利店设于南站厅，此外本站另设有自动照相机、自动售卖机等设施。

### 月台
本站設有一組同層的分離式月台，位於江南大道地底，以島式月台的方式排列，月台之間以行人通道連接。
站台的站名书法字系时任广州市书法家协会副主席陈作梁之手筆，为2号线首期工程车站中唯一使用楷书的书法字作品。
另外，本站南邊設有一條聯絡線，連接本站1號月台和8號線曉港站1號月台的路軌。在2010年9月21日前，該聯絡線曾作為舊2號線曉港站往本站的正線行駛路段參與運營，現時則供車務調動使用；而原有本站往曉港站的行車區間因與新2號線和8號線平面交叉，在當晚收車後停用。相關路軌、接觸網及其它設備已於翌日被拆走。地鐵方面其後在該隧道兩端建起磚牆封閉，但沒有回填該隧道。而廣州市國規委發佈的軌道交通2號線保護區圖則仍有畫出江曉區間兩條隧道的走線。

### 出入口
江南西站目前設有5個出入口，其中两个设于北站厅、三个设于南站廳。当中与海珠城广场合建的B口于2016年2月4日投入使用。
A、B口通道处连通江南新地人防地下商场以及富力海珠城地下一层，同时该商场通道设有多个出入口可供乘客前往江南新村及宝业路一带。
|                                                     |                                            |      |            |                                                |
| 編號                                                | 设施                                       | 照片 | 出口指示   | 建議前往的目的地                               |
| 南站廳                                              |                                            |      |            |                                                |
| A                                                   | 盲道标志 · 扶手电梯标志                    |      | 江南西路   | 宝岗大道、江南西路公交车站（西行）             |
| B                                                   | 盲道标志                                   |      | 江南西路   | 宝岗大道、富力海珠城、江南西路公交车站（东行） |
| C                                                   | 扶手电梯标志                               |      | 江南大道中 | 江南东路                                       |
| 北站廳                                              |                                            |      |            |                                                |
| D                                                   |                                            |      | 江南大道中 | 南田路、南村公交车站（南行）                   |
| E                                                   | 盲道标志 · 无障碍通道标志 · 轮椅升降台标志 |      | 江湾路     | 万松路、南村公交车站（北行）                   |
| 註： 設有 \| 設有 \| 設有輪椅升降台 \| 設有扶手電梯 |                                            |      |            |                                                |

## 接驳交通
| 编号 | 编号                 | 线路                     | 线路                  | 线路                     | 收费                  | 备注                              |
| ---- | -------------------- | ------------------------ | --------------------- | ------------------------ | --------------------- | --------------------------------- |
|      | 25                   | 昌岗路                   | ⇆                     | 大坦沙（市1中）          | 2元                   |                                   |
|      | 29                   | 南边路                   | ⇆                     | 站南路                   | 2元                   |                                   |
|      | 44                   | 珠江医院                 | ⇆                     | 车陂                     | 3元                   |                                   |
|      | 59                   | 广州火车东站             | ⇆                     | 沥滘                     | 2元                   |                                   |
|      | 82                   | 中山八路                 | ⇆                     | 沥滘                     | 2元                   | 经江南大道、东晓南路              |
|      | 86                   | 沥滘路东                 | ⇆                     | 大学城（广工）           | 2元                   |                                   |
|      | 180                  | 解放北路（应元路口）     | ⇆                     | 南洲路（小洲南路口）     | 2元                   |                                   |
|      | 186                  | 廣園新村                 | ⇆                     | 珠江医院                 | 2元                   |                                   |
|      | 188                  | 大基头（木偶艺术剧院）   | ↺                     | 广医二院                 | 2元                   |                                   |
|      | 190                  | 赤岗大塘                 | ⇆                     | 柯子岭（地铁大金钟路站） | 2元                   |                                   |
|      | 192                  | 水荫路                   | ⇆                     | 珠江医院                 | 2元                   |                                   |
|      | 220                  | 南箕路                   | ⇆                     | 动物园（先烈中路）       | 2元                   |                                   |
|      | 222                  | 芳村丰年路（黄大仙祠）   | ⇆                     | 五羊邨                   | 2元                   |                                   |
|      | 253                  | 瑞宝乡                   | ⇆                     | 罗冲围（松南路）         | 2元                   |                                   |
|      | 299                  | 昌岗路                   | ⇆                     | 员村（绢麻厂）           | 2元                   |                                   |
|      | 544                  | 纸厂                     | ⇆                     | 广州市儿童公园           | 2元                   |                                   |
|      | 551                  | 已于2024年11月9日停办    | 已于2024年11月9日停办 | 已于2024年11月9日停办    | 已于2024年11月9日停办 | 已于2024年11月9日停办             |
|      | 夜16                 | 门口岗                   | ⇆                     | 城西花园                 | 3元                   |                                   |
|      | 夜32                 | 柯子岭（地铁大金钟路站） | ⇆                     | 鹤洞                     | 3元                   | 544路附属线路                     |
|      | 夜33                 | 石榴岗                   | ⇆                     | 中山八路                 | 4元                   | 经江南大道、东晓南路 82路附属线路 |
|      | 夜42                 | 珠江帝景苑               | ⇆                     | 金宇花园                 | 3元                   | 121路附属线路                     |
|      | 大学城专线3大学城3线 | 广东药学院               | ⇆                     | 大学城（中部枢纽）       | 3元                   | 15分/班（寒暑假期间30–60分/班）   |

| 编号 | 编号                 | 线路                   | 线路 | 线路                 | 收费 | 备注                            |
| ---- | -------------------- | ---------------------- | ---- | -------------------- | ---- | ------------------------------- |
|      | 29                   | 南边路                 | ⇆    | 站南路               | 2元  |                                 |
|      | 53                   | 宝岗大道               | ⇆    | 杨桃公园（美林湖畔） | 3元  |                                 |
|      | 59                   | 广州火车东站           | ⇆    | 沥滘                 | 2元  |                                 |
|      | 186                  | 廣園新村               | ⇆    | 珠江医院             | 2元  |                                 |
|      | 220                  | 南箕路                 | ⇆    | 动物园（先烈中路）   | 2元  |                                 |
|      | 270                  | 大基头（木偶艺术剧院） | ⇆    | 土华                 | 2元  |                                 |
|      | 273                  | 广州火车站（草暖公园） | ⇆    | 晓港湾               | 2元  |                                 |
|      | 489                  | 太古仓路               | ⇆    | 江南西路             | 2元  |                                 |
|      | 夜23                 | 宝岗大道               | ⇆    | 汇景北路             | 3元  | 263路附属线路                   |
|      | 夜37                 | 江海大道中             | ⇆    | 中山八路             | 3元  | 270路附属线路                   |
|      | 大学城专线3大学城3线 | 广东药学院             | ⇆    | 大学城（中部枢纽）   | 3元  | 15分/班（寒暑假期间30–60分/班） |

## 利用狀況
本站連接江南西路地下的江南新地商場，以及多座購物中心及商业步行街，本站附近地區更已形成以休閒潮流為主的江南西商業圈，是海珠區內最繁華的商業聚集地。同時本站也鄰近眾多住宅區，因此本站全天人流如織，有時更需要實施客流控制，保證乘客安全和運營秩序。

## 歷史
在1988年的「十字線網」規劃中，2號線设有江南大道中站，位置已與現時相若。後來在1997年的《廣州市城市快速軌道交通線網規劃研究（最終報告）》，本站被確定為2號線的一座車站，並列入2號線首通段工程中，同时此站以江南新村站的名义进行建设。
本站于1999年8月8日开工，2001年2月16日主体结构封顶。2002年12月29日，本站隨2號線首通段（三元里至曉港）通車而啟用，車站亦確定采用現時名稱。
2005年7月21日，位于本站附近的海珠城广场（現富力海珠城）基坑发生基坑挡土墙发生倒塌事故，地铁公司以安全原因为由暂停地铁2号线中大站至市二宫站区段的运营，直到22日14:38恢复。而在同年8月8日，因受到該次事故影響的海員賓館北樓需要爆破拆除，2號線中大站至市二宫站区段於14:30至15:48再度暂停运营。
2007年6月，二八號線延長線工程獲得國家發改委批覆。該工程將會把舊二號線在本站和曉港站拆解，並分別往南、西及北三個方向延長，回歸線網規劃。2010年9月22日至24日，本站隨舊2號線一同全線停運，進行軌道拆解、信號，供電割接工程以及聯合調試。9月25日清晨，本站隨新2號線开通重启服务。從本站往南駛出的2號線列車隨即改為前往新建的昌崗站，不再前往曉港站。
为便利老人小孩在客流高峰时进出站，同时打击冒用特种票的行为，本站曾于2007年试行特种票专用通道，在站厅单独划出一台闸机供持票人进出站。后随着地铁闸机均会播报乘客所刷票种，相关安排已取消。
2022年，本站曾多次受疫情防控措施影响而需要调整服务。8-9月疫情期间，本站于8月31日至9月4日暂停服务。年末疫情期间，本站于11月5日9时至11月13日、11月26日10时至11月30日下午暂停运营；期间为服务成人高考等考试考生，5日及6日的早上9时前仍提供服务。12月3日，因疑似有网民计划在该站附近进行示威，本站A、B口应当局要求在当晚关闭。